# Kapıcıbaşı

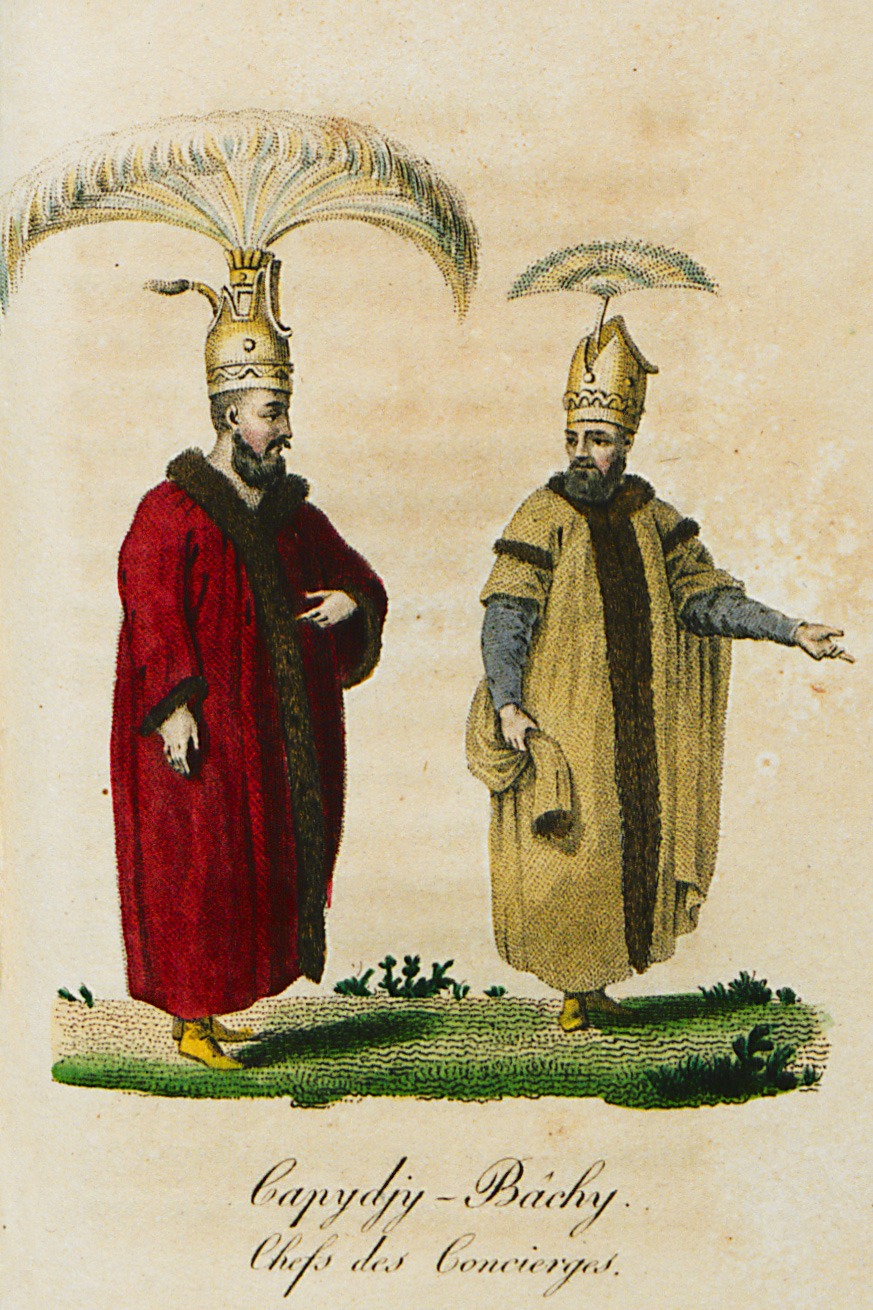
Kapıcıbaşı - náčelník strážců

Osmanský titul kapıcıbaşı označoval strážce bran paláce nebo strážce komnat. V počátcích Osmanské říše tento titul směl nosit pouze jeden pověřený člověk a jeho úřad obnášel více pracovních činností. Postupem času byly jednotlivé funkce odděleny a v 18. století se v říši vyskytovalo 150 osob nosících tento titul současně. Držitel tohoto titulu měl na starost hlídače bran (kapıcılar) a sám také hlídal brány, předával zprávy a nařízení a vykonával popravy odsouzenců.

## Nejvýznamnější osoby s touto funkcí
- Kara Musa Paša
- Çoban Mustafa Paša
- Koca Mustafa Paša
- Kurd Mehmed Paša
- Izzet Ahmed Paša
- Topal Osman Paša
- Piali Paša
- Keki Abdi Paša